# Route nationale 648
Pour les articles homonymes, voir Route 648.
La route nationale 648 ou RN 648 était une route nationale française reliant Saint-Martin-d'Arrossa à Urepel. À la suite de la réforme de 1972, elle a été déclassée en RD 948.

## Ancien tracé de Saint-Martin-d'Arrossa à Urepel (D 948)
- Saint-Martin-d'Arrossa
- Saint-Étienne-de-Baïgorry
- Banca
- Aldudes
- Urepel